# Třída Sa'ar 3
Třída Sa'ar 3 jsou raketové čluny Izraelského vojenského námořnictva. Plavidla společně s předchozí třídou Sa'ar 2, konstrukčně vycházela z německých útočných člunů třídy Jaguar. Třídu tvořilo celkem šest jednotek. V září 1973 byly čluny úspěšně nasazeny v jomkipurské válce. Izraelské námořnictvo je všechny vyřadilo. Jediným zahraničním uživatelem třídy bylo Chile. 

## Stavba
Šestice raketových člunů byla objednána roku 1966 u francouzské loděnice Constructions Mécaniques de Normandie (CMN) v Cherbourgu. Prototypový člun Sa'ar námořnictvo izraelské převzalo, dodání ostatních již zaplacených člunů však bránilo francouzské embargo. V noci z 24. na 25. prosince 1969 bylo zbylých pět člunů tajně „uneseno“ z Cherbourgu a za asistence zásobovacích lodí a v lednu 1970 přivezeno do Izraele. Čluny přitom na moři vystupovaly jako norské zásobovací lodě plující pod panamskou vlajkou.
Jednotky třídy Sa’ar 3:
| Název            | Spuštěna na vodu | Uvedena do služby | Poznámka                                                 |
| ---------------- | ---------------- | ----------------- | -------------------------------------------------------- |
| INS Sa'ar (331)  | 1969             | 1970              | Vyřazen.                                                 |
| INS Sufa (332)   | 1969             | 1970              | Vyřazen.                                                 |
| INS Ga'ash (333) | 1969             | 1970              | Vyřazen.                                                 |
| INS Herev (341)  | 1969             | 1970              | Vyřazen.                                                 |
| INS Hanit (342)  | 1969             | 1970              | Roku 1989 prodán Chile, sloužil jako Iquique, vyřazen.   |
| INS Hetz (343)   | 1969             | 1970              | Roku 1989 prodán Chile, sloužil jako Covadonga, vyřazen. |

## Konstrukce

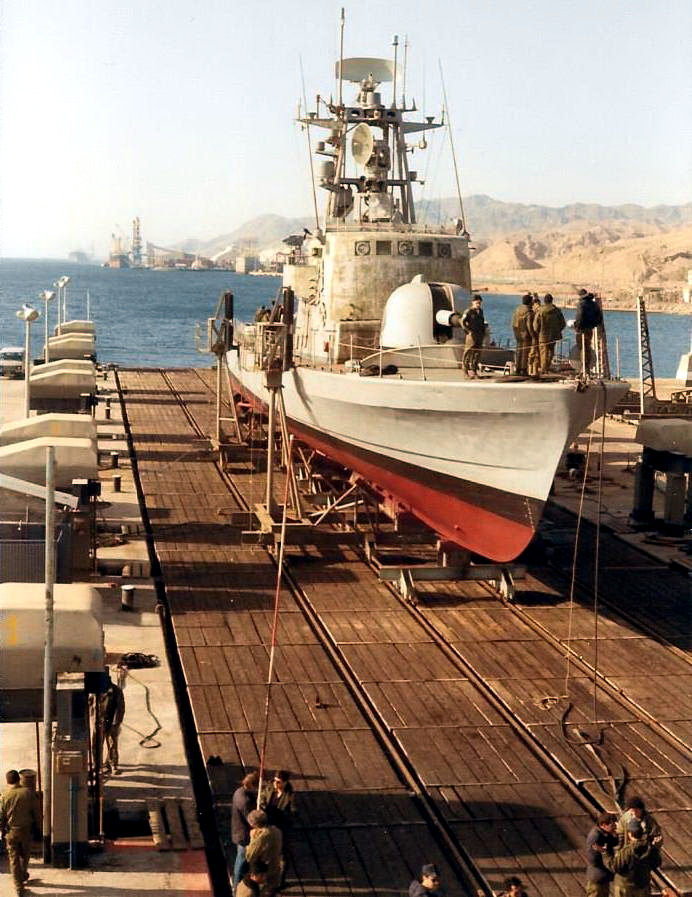
Raketový člun Ga'ash během oprav

Čluny nesly vyhledávací radar Thomson-CSF Neptune THD 1040 a střelecký radar Selenia RTN-10X Orion. Po dokončení výzbroj tvořil jeden 76mm kanón OTO Melara, dva 12,7mm kulomety, šest protilodních střel Gabriel Mk.I s dosahem 20 km. Později byla trojice střel Gabriel nahrazena čtyřmi americkými protilodními střelami RGM-84C Harpoon s dosahem 130 km. Pohonný systém tvořily čtyři diesely MTU 16V 538, pohánějící čtyři lodní šrouby. Nejvyšší rychlost dosahovala 42 uzlů.

## Služba
Raketové čluny této třídy se do ostré akce poprvé zapojily během jomkipurské války v září 1973. Poprvé se do bojů zapojily v bitvě u Latakie, kde izraelské námořnictvo napadlo syrské lodě a pobřežní cíle za pomoci lodních zbraní a protilodních střel. Krátce poté se zapojily do bitvy u Baltimu, kdy napadly egyptské raketové čluny. V těchto dvou bitvách bylo izraelskými plavidly bez vlastní ztráty potopeno celkem sedm nepřátelských raketových člunů.